# Männer sind so
Männer sind so ist das vierte Studioalbum von Thomas Godoj. Es erschien am 31. Mai 2013 auf CD bei der Plattenfirma SPV Recordings. Nachdem er mit Plan A! 2008 noch viele Kompromisse eingehen musste, die Alben Richtung G und So gewollt schon sehr viel mehr seine Handschrift trugen und auch an seine Wurzeln vor seinem Sieg 2008 bei DSDS erinnern ließen, ist dieses rein deutschsprachige Album wesentlich rockiger als die Vorgänger.

## Entstehung
Die Songs hat er mit unterschiedlichen Songwritern zusammen geschrieben. Thematisch geht es um Dinge, die ihn aktuell bewegen. Jedoch nicht nur rein autobiografisch, sondern er packt auch auf diesem Album gesellschaftskritische Themen an.
Das Album Männer sind so gibt es in zwei Varianten. Neben der Studio-CD gibt es noch eine limitierte Erstauflage, in der sich noch ein Hörbuch befindet. Auf dem Hörbuch, das von Thomas Godoj und Andrea Ballschuh gelesen wird, befinden sich neben Auszügen zum Buch Männer sind so auch ein Interview mit Thomas Godoj und in Anlehnung an den Titeltrack einen „Streit mit Freundin“.

## Cover
Das Cover zeigt Thomas Godoj nackt hinter einer kopflosen Schaufensterpuppe, die er umarmt. Links oben steht rot in großen unregelmäßig gezeichneten Buchstaben der Titel des Albums. Darüber ist stilisiert das Godoj-Logo wie auch sein Namenszug. Der Hintergrund ist weiß mit wenigen nicht dominant heraustretenden beigen bis grauen Farbklecksen. Für die Gestaltung und Illustration des gesamten Booklets zeichnet Nils Eichmann verantwortlich. Im Booklet selbst befinden sich alle Songtexte und daneben zur Illustration passende Fotos (Fotografin Julia Scheibeck), so zum Beispiel ein Kiosk in Bochum, um die Ruhrpott-Hymne zu veranschaulichen oder Jugendbilder seines Vaters, um den Songtext zu dessen Lebensgeschichte auszuschmücken.

## Themen und Titelliste
Auch dieses Album besteht ausschließlich aus deutschsprachigen Songs. Die Texte sind gesellschaftskritisch, humorvoll selbstkritisch, besingen seine Liebe zum Pott und setzen sich mit früheren Beziehungen auseinander.
Mein letztes Hemd handelt von einer verlorenen Freundschaft. „Um damit ein für alle Mal abzuschließen, musste ich es mir von der Seele schreiben“, erklärt Thomas Godoj. Es steckt, wie er sagt, viel emotionaler Dampf in diesem Lied. Diesen Song wie auch einige andere auf diesem Album hat er zusammen mit Phil Schardt (Produzent, Songwriter und Bassist) und Tom Olbrich (Produzent und Songwriter) geschrieben. Beide arbeiten unter anderem auch mit Eisblume und Andreas Bourani zusammen.
Mit Wo wir sind ist für ihn auch eine Ruhrpott-Hymne auf dem Album. In diesem Lied geht es um Zusammenhalt, der inhaltlich für viele Bereiche steht und der auch vor allem für die Kumpel im Bergbau unabdingbar ist. Der Bergbau ist ein Synonym für das Ruhrgebiet und seine Kultur. Godoj selbst hat aber auch seinen persönlichen Bezug zum Bergbau, hat doch sein Vater viele Jahre als Bergbauingenieur unter Tage gearbeitet. Er selbst arbeitete als technischer Zeichner für ein Ingenieurbüro, das vor allem Entwürfe für den Bergbau lieferte.
Thomas Godoj arbeitet gerne mit Metaphern, so auch in Ich fang den Regen auf. Gespickt mit Metaphern wie: „all die Ängste nicht weit – oft so schwer, sich zu verzeihen – doch diese Schwerkraft werd’ ich verlieren – das Eis wird tauen, wird mich zu mir führen“ offenbart der Song die Lebenseinstellung, dass man mit den Widrigkeiten des Schicksals besser klarkommt, wenn man dem Leben positiv gegenübertritt.
Sterne beschäftigt sich mit dem Thema Selbstmord. Grundlage ist eine wahre Geschichte, die ihn sehr berührt hatte, dass er sie gesanglich umsetzen wollte. Sie wird aus der Sicht eines nichtsahnenden Freundes geschrieben. Textzeilen wie: „Ich hatte nichts verstanden, nichts geseh'n, nicht bemerkt, dass Du Dich quälst,wie konnte ich das nur überseh'n. Kannst Du mich hör'n?“ lassen die Verzweiflung erahnen, die der zurückbleibende Partner fühlt.
Mit Was wäre wenn erzählt er die Lebensgeschichte seines Vaters, der eigentlich Schauspieler hatte werden wollen, was, wie der Song beschreibt aber nicht funktionierte. In diesem Song geht es um vergebene Chancen, denen man zwar nachtrauert, doch vielleicht hatte es so sein sollen oder wie der Refrain resümiert: „Was wäre wenn unsere Schritte die einzig wahren wären, würden wir wissen, was es heißt zu leben, wenn nichts anderes passiert.“
Autobiografisch ist auch Einfach nur anders. Ähnlich wie bei einigen seiner früheren Songs, in denen es um schnellen Ruhm und Starkult ging, aber auch darum, dass man als Musiker keine Kontrolle über seinen Werdegang hat, resümiert Godoj in Einfach nur anders sein bisheriges Leben. Er ordnet das Geschehene um schnellen Erfolg und die Bürde des Ruhms neu ein. Sein Fazit des Rückblicks ist, dass nichts „sinnlos ist“, sondern „einfach nur anders“. Geschrieben hat er den Song zusammen mit Stavros Ioannou (Produzent und Komponist), der unter anderem als Produzent für Missy Elliott und Michael Bublé arbeitet
„Haben uns zu lange aus den Augen verlor'n, doch ich kenn Dich schon so lange, als wären wir zusammen gebor'n. Sag mal, gibt es eine neue Falte, dort in Deinem Gesicht?“ Das sind die ersten Textzeilen von Papierflieger. Das Leben droht mit den Jahren an Leichtigkeit zu verlieren und dann sitzt man zusammen, erinnert sich, versteht sich und die Leichtigkeit kommt für einen Moment zurück, wie eben ein „Papierflieger“ oder wie es im Song heißt: „Erzählen uns alte Geschichten, und es kommt alles zurück, in diesem Moment kratzen wir wieder am Glück.“
Während der Studioarbeiten zu diesem Album lernte er Jaël Malli und Luk Zimmermann von der Schweizer Band Lunik kennen. Die Band wurde bereits 1997 gegründet und spielt heute hauptsächlich Pop- und Rock-Musik. Es entstand das Duett What if I – Der Moment, das die Botschaft trägt, den Mut aufzubringen sich ergebende Chancen zu ergreifen.
Wolken ist ein gesellschaftskritischer Song, der die „Sünden“ der Menschheit thematisiert: „Wieder so ein Skandal und das so kurz vor der Wahl – hat daran denn keiner gedacht“ oder „die Kirche kennt keine Lust – so hat sie nie was gewusst“. Eine Wendung bekommt der Song trotz all der aufgelisteten „Sünden“ durch die Metapher, dass die Götter, denen die Sicht durch die Wolken versperrt wird, davon gar nichts mitbekommen. Der Song endet mit dem Resümee: „Könnten die Götter uns sehen – gäb's keine Plagen, die über unsere Länder jagen – denn sie wüssten wie man wirklich verzeiht“.
In dem humorigen Titelsong Männer sind so, bekennt er sich zu seinen angeblichen männlichen Defiziten, das heißt, er besingt die Klischees, die Männer von ihren Frauen oft vorgeworfen bekommen. Geschrieben hat er diesen Song, wie auch einige andere auf diesem Album, zusammen mit Alexander Freund. Dieser ist Sänger und Songwriter in der deutschen Alternativ-Rockband P:lot, schreibt aber auch Songs für andere Bands, zum Beispiel für Silbermond.

## Veröffentlichungen

### Singles
Die Single Männer sind so wurde am 22. März 2013 vor dem Album veröffentlicht. Als Download erschien am 14. Juni 2013 Einfach nur anders.
Männer sind so
1. Männer sind so
2. Was schlägt dein Herz

Einfach nur anders
1. Einfach nur anders (Radio Edit)
2. Einfach nur anders

### Musikvideos
Das Video zur Single Männer sind so unter der Regie von Alexander Böhm (auch bekannt unter AlexiBexi) wurde Anfang März 2013 im Erlebnisbad Arriba, Norderstedt und im Abenteuer- und Tobezentrum Rabatzz, Hamburg gedreht. Man sieht die Band dort tobend und musizierend. Zwischendurch werden immer wieder Szenen eingeblendet, in denen man eine junge Frau und einen jungen Mann, der von Alexander Böhm gespielt wird, sieht, die sich offensichtlich über die besungenen männlichen Charaktereigenschaften streiten. Thomas Godoj begleitet diese Geschichte als Pinguin verkleidet. Als solchen sieht man ihn auch während der Bandszenen, während seine Bandmitglieder als Pferde verkleidet sind.

## Tour

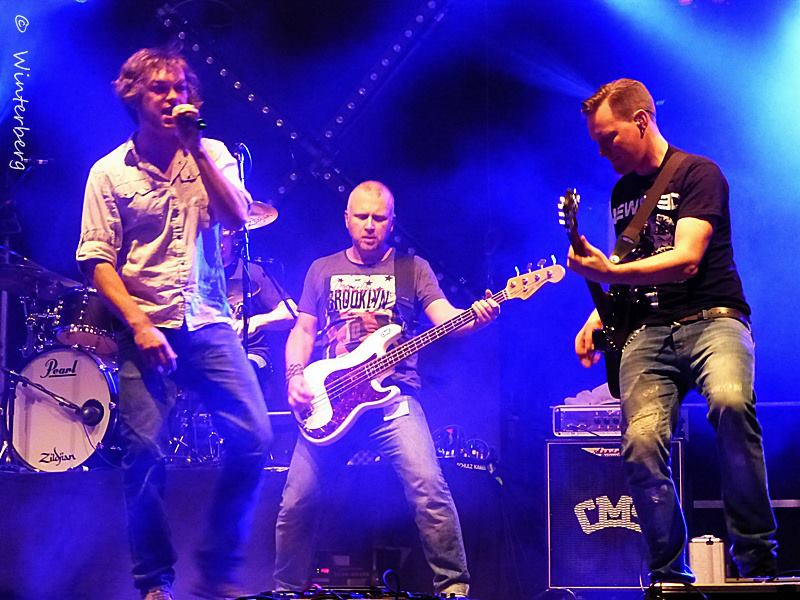
Echt.Scharf.Solingen am 9. August 2013 (von links: Thomas Godoj, Sebastian Naas und Tobi Born)

Die gleichnamige Tour zum Album startete die Band am 31. Mai 2013 traditionell in Recklinghausen und endete am 18. Juni 2013 in Lübeck. Organisiert und beworben wurde auch diese Tour, wie alle seine vorherigen Tourneen von der Booking Agentur Four Artists. Die Live-Auftritte zeigten durch viele Soli noch mehr als früher die Fähigkeiten der Band. Wie auch 2012 wird er von Torsten Bugiel, Sebastian Netz, Sebastian Naas und Tobi Born begleitet. Im humorvollen Lied Männer sind so, wird neben einem Kazoo auch eine Ukulele eingesetzt, die von Tobi Born gespielt wird. deutsche-mugge.de, die „anspruchsvoller und wertvoller Musik aus Deutschland, beziehungsweise deutschsprachiger Musik, eine würdige Plattform bieten möchte“, hat eines seiner Konzerte besucht. Dem Autor Torsten Meyer fiel es schwer, „irgendwelche Highlights aus dem Programm heraus zu picken, denn davon gab es einige. Vielleicht Niemandsland“, welches für Meyer zu den stärksten Godoj-Nummern gehört. „Hier setzt er sich kritisch mit unserer in vielen Dingen gleichgültigen Gesellschaft auseinander und verpackt das Ganze in eine von donnernden Gitarren dominierte Rocknummer“. Sein Resümée: „ein wirklich tolles Konzert eines Mannes, der es verdient hätte, mit seiner Musik mehr Beachtung zu finden. Es sei vielschichtiger, kraftvoller, aber dennoch ungeglätteter Deutsch-Rock mit intelligenten Texten“.

## Pressestimmen
Das Metal Portal Metalglory ist der Meinung, wer über den Tellerrand schauen könne und unvoreingenommen an Männer sind so herangehe, könne sich über ein zeitloses, ehrliches Rockalbum auf hohem Niveau freuen. Die CD mache Spaß, sei überraschend gut und mit Sicherheit ganz anders als man es erwartet.
Die Rezension beginnt der Autor mit dem Titeltrack Männer sind so, der für ihn mindestens so schlimm sei, wie es der Titel vermuten ließe. Schlimmer sei allerdings, dass diese Single etwas suggeriert, was das Album dem Hörer nicht biete. Stattdessen gäbe es eine großartige deutsch-englische dunkle Ballade im Duett mit Jaël Malli, die atmosphärisch und qualitativ bekannten Zusammenarbeiten wie von Nick Cave/Kylie Minogue in Nichts nachstünde. Auch ein forsches Stück wie Mein letztes Hemd, bei dem Godoj zeige, dass er rocken könne und dabei auch einen Härtegrad erreiche, der im Bereich von Bands wie Revolverheld läge. Abschließend wertet Metalglory: „Die große Stärke von Godoj, nämlich sein markantes, dunkles, emotionales Timbre kommt auf diesem sauber produzierten Album gerade in den ruhigeren Momenten besonders gut zur Geltung.“
Für das Musik- und Lifestyle-Magazin Pressure ist Männer Sind So ein ehrliches und bodenständiges Album, das allerdings nicht innovativ wäre, sondern ein normales Pop-Rock-Album à la Revolverheld oder Silbermond. Der Autor schreibt: „Die einzig wirklich rockige und laute Nummer, die sich von dem Rest absetzen kann, ist Mein letztes Hemd. Außer diesem Song bringt leider nur noch die gleichnamige Single der Platte Spaß mit sich – trotz des alt eingesessenen Themas ‚Männer‘.“
Sehr positiv bewertet Christian Reder von deutsche-mugge.de dieses Album. Er schreibt: „Die Inhalte bringt der Musiker ehrlich und glaubhaft rüber, und da sind wir auch schon beim Punkt: Die Lieder haben alle eine Aussage – von belanglosem Bla Bla Bla keine Spur. Seine Stimme hebt sich zudem deutlich von denen anderer Sänger unserer Musikszene ab, womit auch die Frage nach der Wiedererkennbarkeit beantwortet ist. Ich bin ehrlich gesagt positiv überrascht von dieser CD, die nicht nur inhaltlich, sondern auch von der Aufmachung her ein interessantes Gesamtwerk ist. Die CD hat für meinen Geschmack nicht einen einzigen Fehltrack oder Füllmaterial.“ „Auch wenn es krachende Gitarren und im Hendrix'schen Stil gespielte Intros zu hören gibt, so liegt der Schwerpunkt von „Männer sind so“ bei eher nachdenklichen und balladesken Stücken.“

## Sonstiges
Die Veröffentlichung des Albums führte zu einer Zusammenarbeit mit dem Carlsen-Verlag. Es entstand das am 2. Oktober 2013 erschienene Buch  Männer sind so. Dieses humoristisches Buch hat den Anspruch, die 120 witzigsten Fragen zu beantworten, die Frauen schon immer über Männer wissen wollten.  Am 11./12. Oktober 2013 wurde es auf der Frankfurter Buchmesse vorgestellt.